# 尾原蓉子
尾原 蓉子（おはら ようこ、1938年10月7日 - ）は、日本の実業家。IFIビジネス・スクール元学長。西友元・取締役、エイボン・プロダクツ取締役、良品計画取締役、旭リサーチセンター取締役。

## 人物・来歴
1938年、大阪府生まれ。愛知学芸大学附属名古屋中学校、愛知県立旭丘高等学校卒業。高校2年生の時に米国へ留学（AFS）。1962年に東京大学教養学部を卒業後、旭化成に大卒女性の新卒入社として初めて入社。
1966年フルブライト奨学生としてファッション工科大学（FIT）へ留学、ハーバード・ビジネス・スクールAMP修了。
IFIビジネス・スクール副学長・学長を経て2005年より金沢美術工芸大学大学院客員教授。一般社団法人ウィメンズ・エンパワメント・イン・ファッション代表理事・会長を務める。
柳井正・ファーストリテイリング代表取締役が最も尊敬する女性とされている。